# Akter

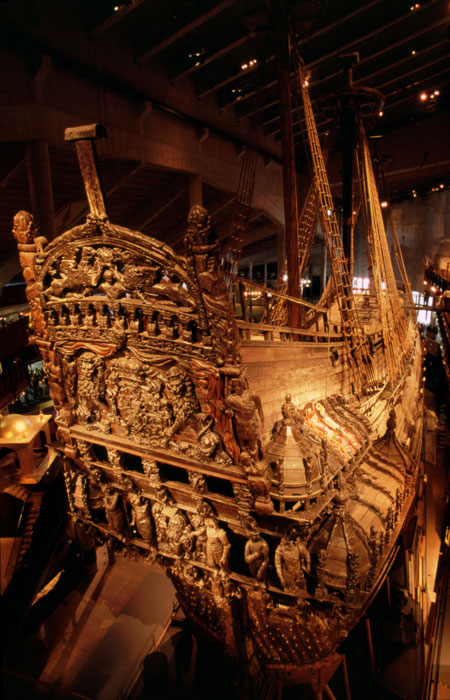
Akterkastellet på regalskeppet Vasa

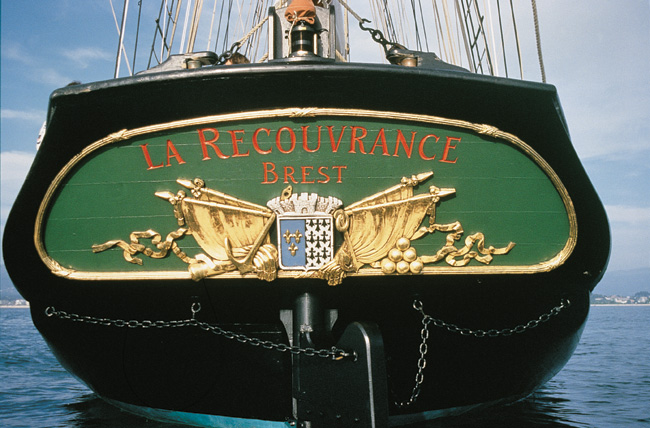
Akterspegel, skonaren La Recouvrance från Bretagne

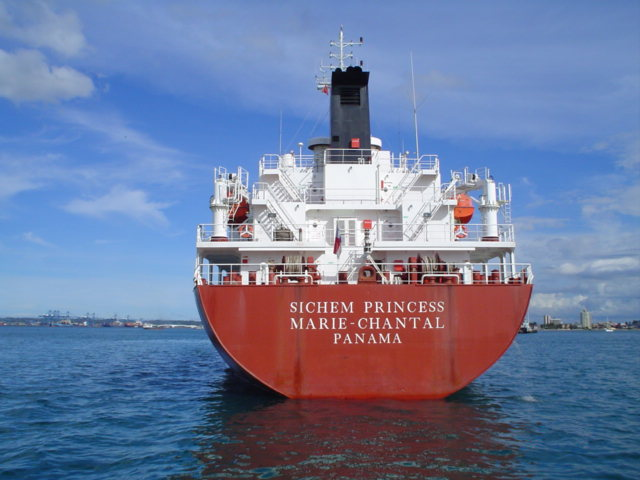
Aktern på lastfartyget Sichem Princess Marie-Chantal

Akter är den bakre delen av en båt, ett skepp eller fartyg, som avslutas i akterstäven. I en båts eller fartygs akter finns ett roder och även dess propeller som förflyttar båten framåt eller bakåt när farkosten drivs med en maskin. Vid all verksamhet, från byggandet med dess konstruktionsdetaljer till handhavandet av en farkost, är det mycket som förknippas med ordet akter.
Akterstäven på en båt eller fartyg kan ha många olika former och vara uppbyggd på olika sätt; det finns spetsgattad eller rundgattad akter på olika modeller av snipor. Plattgattad akter är vanligt på roddbåtar, motorbåtar och moderna fartyg.

## Begrepp som står i sammanhang med akter
- Akterlig vind kommande från aktern i en båts eller ett fartygs längdriktning, även föremål eller någon annan begivenhet akteröver.
- Akterkant båt eller fartygs sida akteröver eller ett föremål mot styrbord eller babords sidor. Dess motsats är förkant.
- Akterkastell kallas den högre påbyggnaden ovanför akterspegeln på äldre skepp, som till exempel regalskeppet Vasa. Akterkastellet var försett med fönster och ofta rikligt utsmyckat. I akterkastellet bodde skeppets högre befäl.
- Akterljus är det bakre navigationsljuset, vitt ljus med en ljusvinkel på 67,5° på var sida från rätt akterut.
- Akterpikskott är ett vattentätt skott som avgränsar akterpiken från utrymmena föröver, och hindrar eventuellt i akterpiken inläckande vatten att tränga in i lastrum. Klassificeringssällskapen kräver att klassade fartyg utrustas med akterpikskott. Det skall nå åtminstone till första däcket över vattenlinjen.
- Akterroddare den akterst sittande roddaren i en roddbåt, som är lagkapten. Om styrman finns, svarar styrmannen för det taktiska förfarandet under loppet, annars har akterroddaren denna uppgift.
- Akterskepp är den del av ett fartyg eller en båts skrov eller däck som är akter om midskepps
- Akterspegel kallas den plana eller svagt välvda avslutningen på tvärgattade båtar och fartyg, alltså de som har en tvär istället för spetsig eller rund akter ovanför vattenlinjen. En akterspegel kan vara lodrät eller lutande. Äldre segelfartyg kan ha ett akterkastell ovanför akterspegeln.
- Akterspring tågvirke eller vajer som vid förtöjning av en båt eller fartyg anbringas snett föröver. Ett spring är avsett att begränsa eller stoppa upp ett fartygs rörelse föröver eller akteröver. Akterspring används vid förtöjning och dockning och går från en fast punkt inom ett fartyg till en fast punkt i land, i boj, eller motsvarande.
- Akterstagad benämns en mast eller skorsten som stagats eller ställts så att den lutar akteröver.
- Akterstäv är den bakre stäven. Även båtar med akterspegel har ofta en akterstäv under vattenlinjen.
- Akterut, belägenhet eller föremål bakre delen av ett fartyg.
- Akteröver menas i riktning mot aktern, eller ett fartygs rörelse bakåt.

### Häck
En häck är även en båts akterskepp, akter om hjärtstocken. Det finns flera olika uttryck tillsammans med häck, Kanothäck som finns bland annat på en B-kanot med en rundgattad häck. Ytterligare finns spegelhäck med positivt eller negativt lutande akterspegel, samt att dessa kan vara konkava.
- En häcktrålare är en trålare som sätter och tar in trålen från aktern, häcktrålaren har blivit den vanligaste trålaren i skandinaviska vatten.
- Häckvågen är svallen som en båt eller fartyg drar upp vid gång genom vatten, häckvågen är negativ på farten genom vattnet.
- Häckpropeller är, tillsammans med bogpropeller, ett system för att förflytta en båt eller ett fartyg i sidled, normalt vid tilläggning och för manövrering i trånga hamnar.